# Les Senyoretes de Llangollen

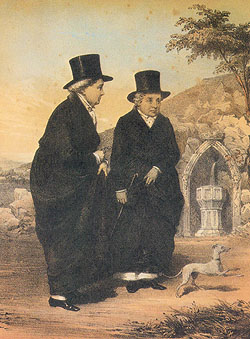
Les senyoretes de Llangollen

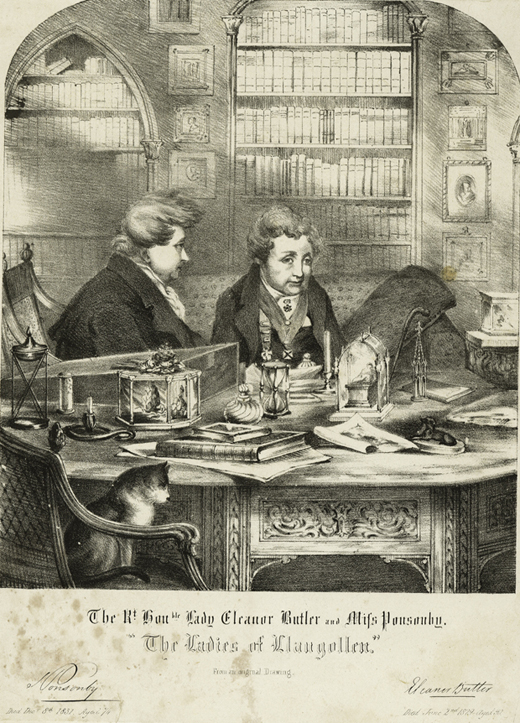
Sarah Ponsonby i Lady Eleanor Butler a la seva biblioteca

Les senyoretes de Llangollen van ser una parella de dames de l'aristocràcia angloirlandesa, la relació de les quals va escandalitzar i fascinar els seus contemporanis. Les senyoretes són avui dia un interessant exemple històric del lesbianisme i de l'amistat romàntica. Lady Eleanor Butler (1739-1829), que procedia d'una família catòlica irlandesa, era considerada una rata de biblioteca per la seva família, la qual vivia al castell de Kilkenny. Parlava francès i va ser educada en un convent a França. L'honorable Sarah Ponsonby (1755-1831) vivia amb uns parents a Woodstock, Irlanda. Era parenta de Frederick Ponsonby, duc de Bessborough, i de la seva filla Lady Caroline Lamb. El seu hoste, sir William Fownes, va intentar en diverses ocasions abusar-ne sexualment.

## Vida

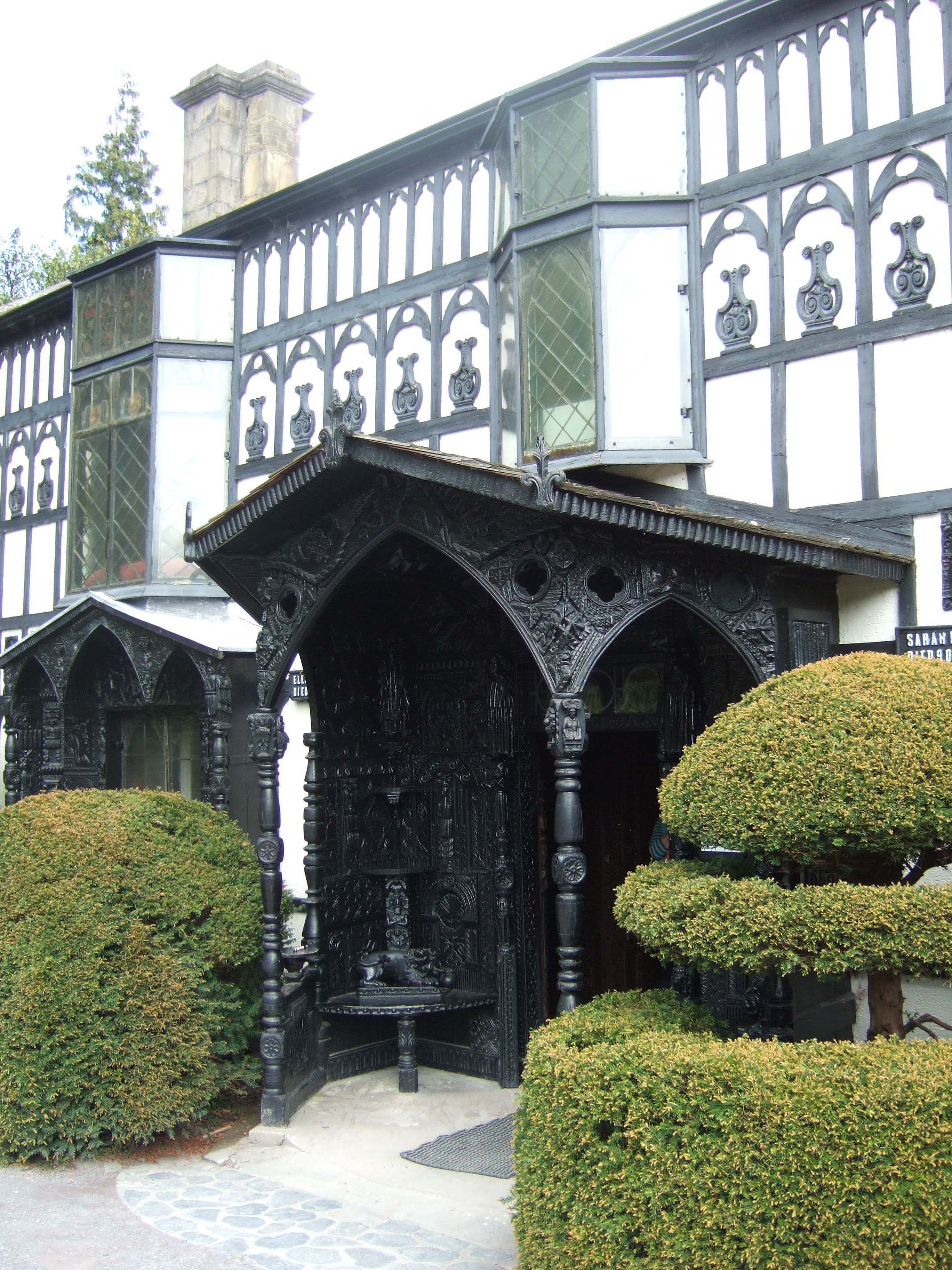
Porxo de talla de roure a Plas Newydd

Les seves famílies vivien a només uns tres quilòmetres l'una de l'altra. Es van conèixer el 1768, quan Sarah tenia tretze anys i Eleanor vint. Ràpidament es van fer amigues i en els deu anys que van seguir la seva relació va anar fent-se més íntima; arribaren a traçar un pla per retirar-se al camp. Davant la possibilitat de ser obligades a contreure uns matrimonis forçosos, van fugir juntes vestides d'home, a l'abril de 1778. Les seves famílies van aconseguir convèncer-les i van tornar, però van tornar a fugir i aquesta vegada no van aconseguir convèncer-les.
En posar en marxa el pla van emprendre un pintoresc recorregut pel camp de Gal·les i finalment es van establir al nord del país. Vivint primer en una casa llogada al poble de Llangollen, es van mudar el 1780 a una petita cabana als afores del poble que van anomenar Plas Newydd o 'Nova mansió'. Comptaven amb un ingrés modest dels pares i una pensió de la llista civil. Van millorar Plas Newydd amb un estil  gòtic de panells de roure gal·lès, arcs apuntats, vidrieres i una extensa biblioteca, en la qual rebien els nombrosos convidats. Contractaren un jardiner, un lacai i dues donzelles. Això les va portar a contraure un deute important, i van haver de dependre de la generositat dels amics. Es van dedicar a allotjar una varietat d'amics i visitants curiosos; feien estudis privats de literatura i idiomes, i van millorar el seu patrimoni. Amb el pas dels anys van afegir una vaqueria de pedra circular i van crear un sumptuós jardí. Eleanor va portar un diari de les seves activitats. La gent de Llangollen simplement es referia a elles com "les senyoretes".
Després d'un parell d'anys, la seva vida va atraure l'interès del món exterior. La seva casa es va convertir en un refugi per als visitants que viatjaven entre Dublín i Londres, inclosos escriptors com Anne Lister, Robert Southey, William Wordsworth, Percy Shelley, Lord Byron i sir Walter Scott, però també el cap militar duc de Wellington i l'industrial Josiah Wedgwood; la novel·lista aristòcrata Caroline Lamb, que va néixer a Ponsonby, també les va visitar. Anne Lister de Yorkshire va visitar la parella, i possiblement es va inspirar en la seva relació per "casar-se" informalment amb la seva pròpia amiga. Fins i tot viatgers d'Europa continental havien sentit parlar de la parella i van visitar-les, per exemple, el príncep Hermann von Pückler-Muskau, el noble i dissenyador de paisatges alemanys, que en va escriure admirat.
Les dones eren conegudes en tota la Gran Bretanya, però es diu que tenien una "vida poc excitant". La reina Carlota volia veure la seva cabana i va persuadir el rei Jordi III de concedir-los una pensió. Finalment, les seves famílies van arribar a tolerar-les.
Encara que Eleanor parla en els seus diaris de compartir el llit amb la seva "estimada", la naturalesa exacta de les seves relacions no és clara. Alguns contemporanis, incloent la lesbiana Anne Lister, pensaven que les senyoretes de Langollen podien ser amants; el diari Sunday telegraph va descriure la seva relació com una "relació amorosa que desafiava les convencions", i un altre article, en un altre diari de l'època, assegurava que eren lesbianes dient que Eleanor era "una dona masculina" mentre que Sarah era "molt femenina".
Butler i Ponsonby van viure juntes la resta de la seva vida, més de 50 anys. Els seus llibres i cristalleries portaven les seves inicials i les seves cartes les signaven conjuntament. Alguns consideren que la relació de Butler i Ponsonby era un matrimoni de Boston, o una relació romàntica entre dues dones que van optar per viure juntes i tenir "relacions matrimonials". No obstant això, les fonts contemporànies mostren clarament que molts sabien que la seva era una relació entre persones del mateix sexe, el que avui es coneix com a lèsbica. Els criteris moderns, dissenyats per distingir les relacions entre persones del mateix sexe de les "amistats romàntiques" ho confirmen.

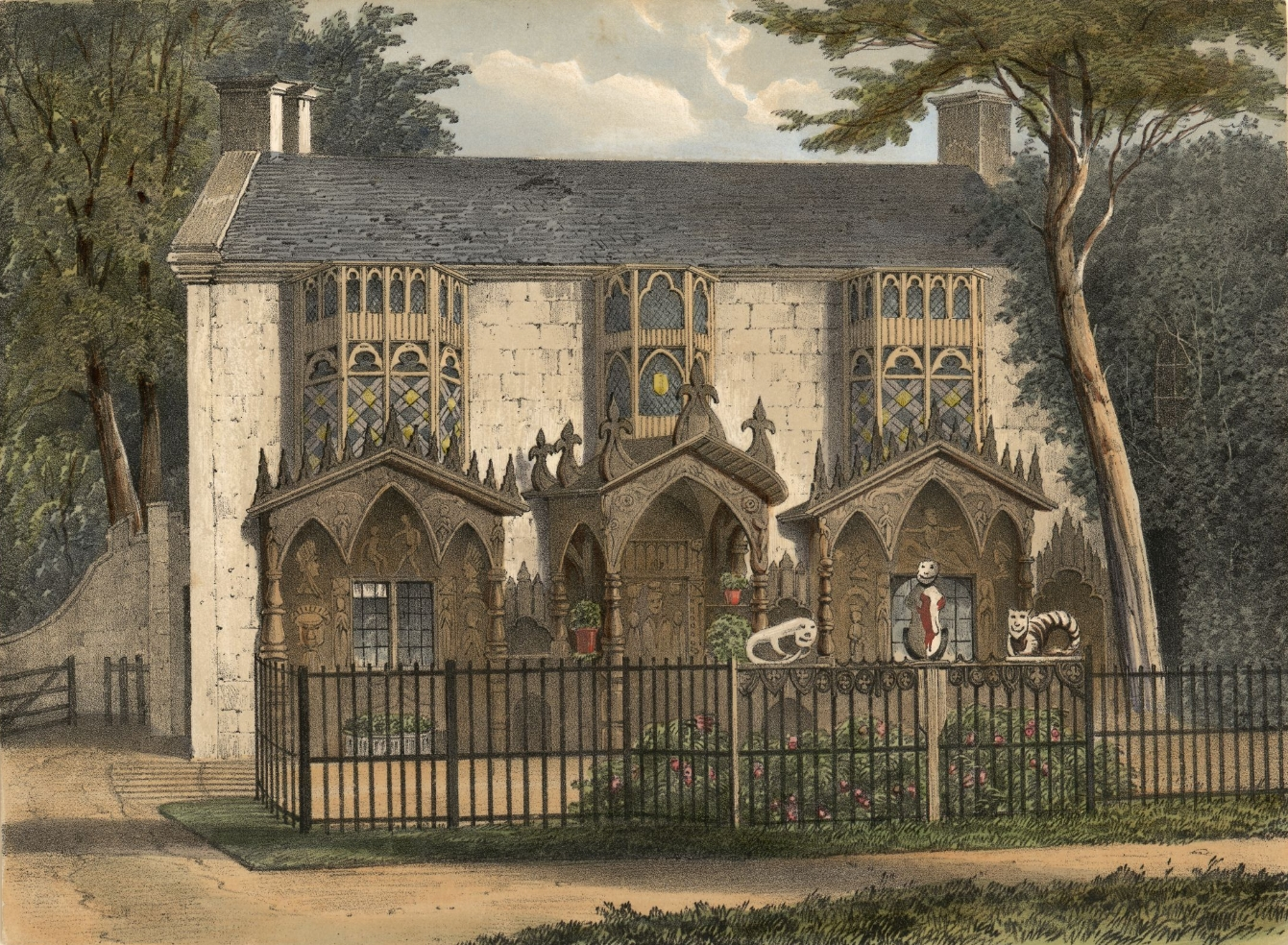
Plas Newydd, a prop de Llangollen, 1840; la seu de les difuntes Lady Eleanor Butler i Miss Ponsonby

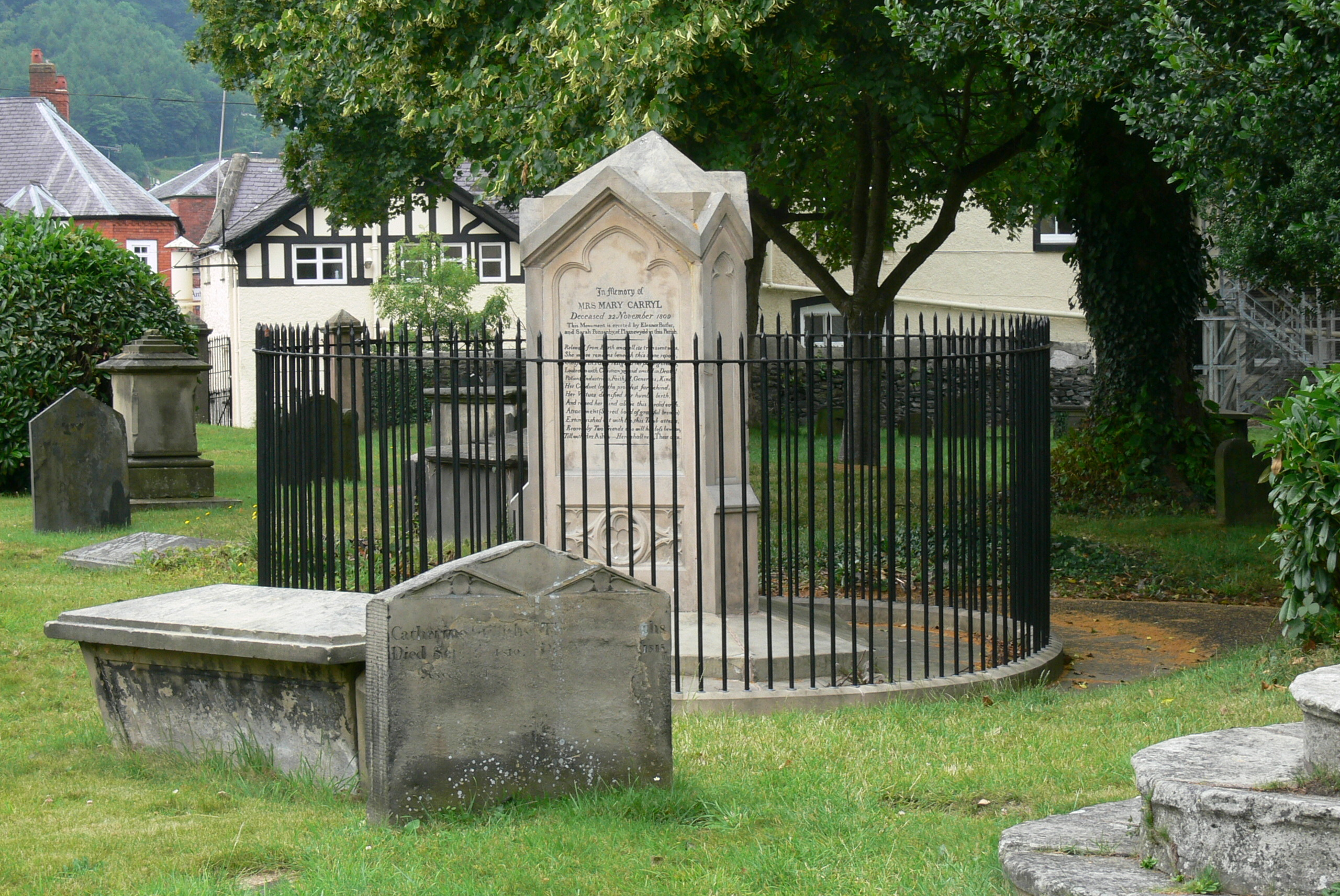
Tomba de les senyoretes de Llangollen, cementiri de l'església de Sant Collen, Llangollen

## Mort
Eleanor Butler va morir el 1829. Sarah Ponsonby dos anys després. Totes dues són enterrades a l'església de St Collen a Llangollen.

## Patrimoni
La casa de les senyoretes, Plas Newydd, ara és un museu dirigit pel Consell de Denbighshire County. Butler's Hill, prop de Plas Newydd, porta el nom en honor d'Eleanor Butler. La casa pública Ponsonby Arms, un edifici catalogat de grau II a Mill Street a Llangollen, afirma prendre el seu nom de Sarah Ponsonby.

## Més informació
- Les senyoretes van aparèixer en una "novel·la biogràfica finament velada", Chase of the Wild Goose, de la pionera metgessa i escriptora Mary Gordon, originalment publicada el 1936 per Leonard i Virginia Woolf en Hogarth Press. El llibre va ser reimprès i retitulat The Llangollen Ladies: The Story of Lady Eleanor Butler i Miss Sarah Ponsonby, conegudes com les senyorets de Llangollen. A finals de 1800, es diu que Gordon va veure les aparicions de les senyoretes a Plas Newydd, cosa que la va inspirar a aprendre sobre les seves vides. Com relata Gordon a la secció final del llibre,"The Ladies Meet Me", ella creia ser-ne la "descendent espiritual"[12] de Butler i Ponsonby, i les aclamava com les progenitors feministes de les erudites modernistes, professionals i "amigues que prefereixen viure juntes".[13]

La historia de las senyoretes s'explica en un capítol del llibre de 2009, Queer Hauntings: True Tales of Gays and Lesbian Ghosts, de Ken Summers.
- L'abril de 2011, el mateix mes en què es van celebrar les primeres unions civils irlandeses sota la Civil Partnership and Certain Rights and Obligations of Cohabitants Act 2010, l'emissora estatal irlandesa RTE va emetre un documental de ràdio de 45 minuts sobre les vides d'Eleanor Butler i Sarah Ponsonby titulada An Extraordinary Affair. Va preguntar si eren la primera parella obertament lesbiana d'Irlanda, però no va oferir cap evidència que la seva relació fos sexual.
- El febrer de 2016, les senyoretes de Llangollen van aparèixer en un episodi de la tercera temporada de la sèrie Mysteries at the Castle.[15]
- El 2014, les senyoretes de Llangollen i Plas Newydd es van presentar en la seqüència d'introducció de la sèrie de compra de propietats de la BBC Escape to the Country, temporada 22, episodi 21, Gal·les del Nord.[16]